# Walton (Indiana)
Pour les articles homonymes, voir Walton.
Walton est une ville du comté de Cass, situé dans l'Indiana, aux États-Unis.Lors du recensement de 2010, sa population s’élevait à 1 049 habitants.